# Clasificación europea para la Copa Mundial de Rugby de 2023
La Clasificación del Continente Europeo para la Copa Mundial de Rugby fue una serie de partidos internacionales disputados por las selecciones nacionales masculinas pertenecientes a Rugby Europe.
Europa cuenta con dos puestos directos a Francia 2023 y un puesto a la Fase de repesca para la Copa Mundial de Rugby de 2023.
En 2022, la World Rugby suspendió a Rusia debido a la invasión de ese país a Ucrania, por lo que su selección quedó fuera de la clasificación a Francia 2023.

## Equipos participantes
- Selección de rugby de Bélgica
- Selección de rugby de España
- Selección de rugby de Georgia
- Selección de rugby de Países Bajos
- Selección de rugby de Portugal
- Selección de rugby de Rumania
- Selección de rugby de Rusia Suspendido

## Formato
Los equipos se enfrentarán en condición de local y de visitante frente a sus rivales, y los partidos serán válidos para las ediciones 2021 y 2022 del Rugby Europe Championship.
Tras la suma de ambas competiciones, los dos primeros se clasificarán directamente para la Copa Mundial de Rugby, y el tercero para la Fase de repesca para la Copa Mundial de Rugby de 2023.

## Preclasificación
- El último puesto para la clasificación se disputó entre Bélgica y Países Bajos, duelo que se retrasó debido a las dificultades relacionadas con la Pandemia de COVID-19; el ganador se clasificó para las ediciones 2021 y 2022 de Rugby Europe Championship.

| 29 de mayo de 2021 | Bélgica | 21 - 23 | Países Bajos |  |  |
|                    |         | Reporte |              |  |  |

## Clasificación
Actualizado a últimos partidos disputados al 20 de marzo de 2022.
| Pos. | País         | Partidos | Partidos | Partidos  | Partidos | Anotación | Anotación | Anotación  | Puntos Bonus | Puntos |
| Pos. | País         | Jugados  | Ganados  | Empatados | Perdidos | A favor   | En contra | Diferencia | Puntos Bonus | Puntos |
| ---- | ------------ | -------- | -------- | --------- | -------- | --------- | --------- | ---------- | ------------ | ------ |
| 1    | Georgia      | 10       | 9        | 1         | 0        | 325       | 146       | +179       | 6            | 44     |
| 2    | Rumania      | 10       | 6        | 0         | 4        | 289       | 232       | +57        | 4            | 28     |
| 3    | Portugal     | 10       | 5        | 1         | 4        | 335       | 237       | +98        | 4            | 26     |
| 4    | España       | 10       | 6        | 0         | 4        | 334       | 244       | +90        | 5            | 19     |
| 5    | Rusia        | 10       | 2        | 0         | 8        | 159       | 217       | -58        | 2            | 10     |
| 6    | Países Bajos | 10       | 1        | 0         | 9        | 95        | 405       | -310       | 0            | 4      |

|  | Clasificados a Francia 2023.      |
|  | Clasificado al repechaje mundial. |

### Clasificación
| Bandera de Georgia        |
| Primer puesto Georgia     |
| Clasificado a la RWC 2023 |

| Bandera de Rumania        |
| Segundo puesto Rumania    |
| Clasificado a la RWC 2023 |

| Bandera de Portugal               |
| Tercer puesto Portugal            |
| Clasificado al Repechaje RWC 2023 |